# Dahlem (Berlim)

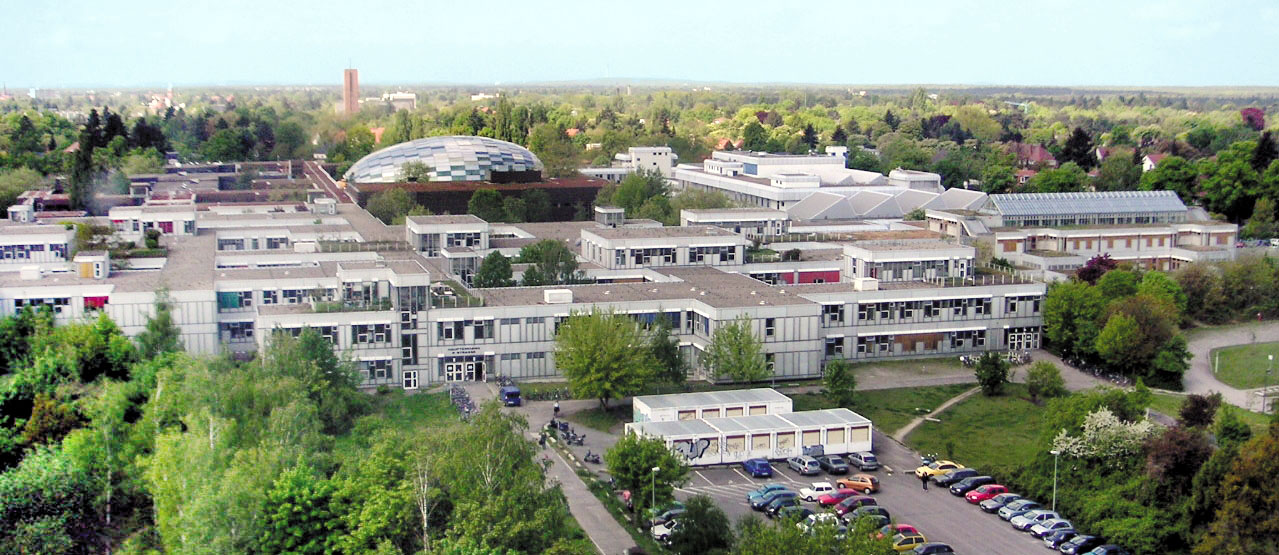
Câmpus principal da Universidade Livre de Berlim, localizado em Dahlem

Nota: Para outros significados de Dahlem, ver (Dahlem, desambiguação)
Dahlem é uma localidade do bairro Steglitz-Zehlendorf, no sudoeste de Berlim. Até a Reforma Administrativa de Berlim em 2001 era uma parte do antigo bairro Zehlendorf. 
Dahlem é uma das regiões mais ricas da cidade e abriga o câmpus principal da Universidade Livre de Berlim com a Biblioteca de Filologia ("The Brain") (2005) projetada pelo arquiteto inglês Norman Foster. Várias outras instituições de ensino superior e de pesquisa, como o Jardim Botânico de Berlim e muitos museus estão localizados em Dahlem. Durante o período letivo, a região é bastante movimentada, especialmente por alunos que chegam pelo U-Bahn (Metrô). Na região oeste, encontra-se a Floresta Grunewald, onde existe um alojamento de caça renascentista, construído em 1543.